# Carlo Felice Nicolis de Robilant
Carlo Felice Nicolis, comte de Robilant et Cereaglio, (connu sous le nom de Charles Robilant) (né le 8 août 1826 à Turin en Italie, décédé le 17 octobre 1888 à Londres au Royaume-Uni) est un général, diplomate et politicien italien.
Il est ambassadeur à Vienne de 1871 à 1885, période pendant laquelle la conclusion de la Triplice (1882) se révèle déterminante. De 1885 à 1887, il est ministre des Affaires étrangères et en tant que tel, il obtient, en 1887, le renouvellement de l'engagement de l'Allemagne dans la Triplice à soutenir l'Italie dans une éventuelle guerre sur la Méditerranée et celui de l'Autriche à reconnaître la possibilité d'une compensation en territoires.
La même année, Carlo Felice Nicolis accomplissant un intense travail politique et diplomatique pour protéger l'Italie de toutes menaces extérieures, permet que des accords spécifiques soient conclus avec la Grande-Bretagne, l'Autriche et l'Espagne pour la sauvegarde des intérêts italiens en Méditerranée.

## Avant la diplomatie

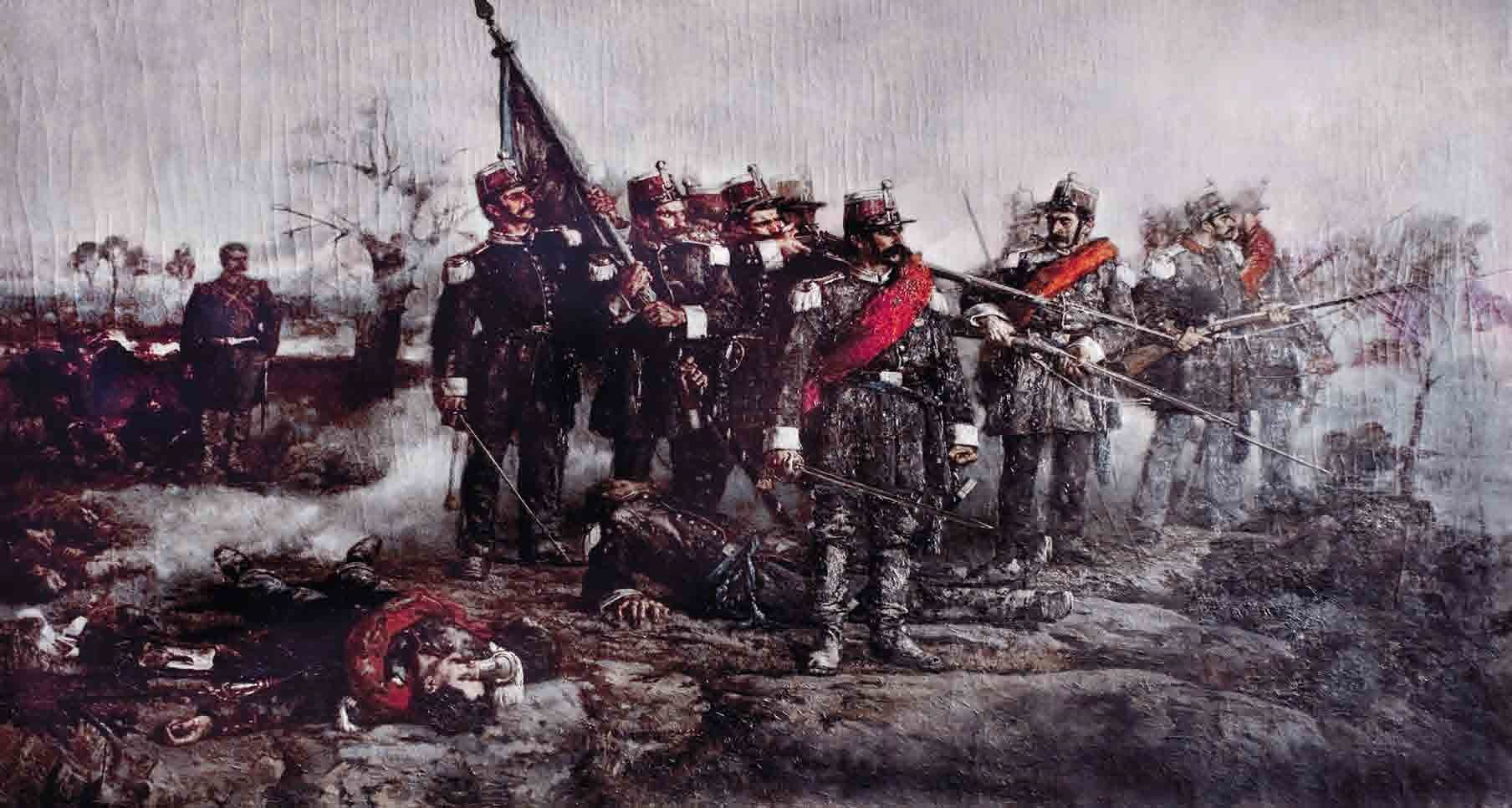
La bataille de Novare (1849) pendant laquelle Robilant est gravement blessé à la main gauche. Tableau de Giuseppe Ferrari.

Né à Turin le 8 août 1826, Carlo Nicolis, comte de Robilant, appartient à la noblesse piémontaise et est apparenté à l'aristocratie allemande par sa mère, de la famille allemande des Truchsess von Waldburg. Il est en effet le fils de Maurizio Nicolis di Robilant (1798 † 1862) et de la comtesse Maria Antonia Truchsess von Waldburg-Capustigall (1884 † 1882), fille de Frédéric-Louis III, comte Truchsess von Waldburg-Capustigall (1776 † 1844), ministre de Prusse à Turin. Robilant est par ailleurs cousin avec la femme du comte-général russe Nikolaï Pavlovitch Ignatiev.
À Vienne, alors âgé de 13 ans, après l'insistance de son grand-oncle maternel, le prince Frédéric de Hohenzollern-Hechingen, qui le veut dans un collège militaire autrichien et officier dans son régiment, Carlo, romantiquement, écrit son refus avec son sang : « Je ne servirai jamais que mon Roi et ma Patrie - signé de mon sang - Charles Robilant »,.
De retour dans le Piémont, il entre en 1839 à l'Académie royale de Turin, il en sort en 1845 avec le grade de lieutenant d'artillerie à cheval.
En 1849, il est à la tête de la 2e batterie à cheval Volòire durant la bataille de Novare, où, il défend les canons de l'attaque ennemie, lorsqu'il est grièvement blessé à la main gauche.
Ensuite, il est nommé officier d'ordonnance honoraire du roi Charles-Albert, puis officier d'ordonnance effectif du roi Victor-Emmanuel II.
En 1859, Robilant participe aux batailles de la deuxième guerre d'indépendance, puis obtient le grade de général lors de la troisième guerre d'indépendance (1866). Il est nommé chef de l'École de guerre et en 1867 il occupe la charge de préfet de Ravenne où il réprime les désordres. Il n'est pas élu à la Chambre des députés en 1870 et en 1871, il obtient le poste d'ambassadeur à Vienne dans le gouvernement Lanza dont le ministre des Affaires étrangères est Emilio Visconti-Venosta.
Il épouse à Venise, le 26 août 1867, la comtesse Edmée de Clary et Aldringen (1842 † 1927), issue d'une vieille famille autrichienne et sud-tyrolienne, qui lui donne sept enfants, dont la dernière, Teresa (1883 † 1968), épousera Luigi Balbo Bertone di Sambuy, podestat de Turin, contraint à la démission en 1928 à la suite d'un scandale politico-financier impliquant également son beau-frère, le colonel Carlo Nicolis di Robilant.

## Ambassadeur à Vienne (1871-1885)
Dès le début de son mandat dans la capitale autrichienne, Robilant a l'occasion de montrer la fermeté de sa personnalité sur des problématiques de second plan. En août 1871, par exemple, le ministre autrichien des Affaires étrangères, Friedrich Ferdinand von Beust, soutient le pape Pie IX et proteste auprès de l’ambassadeur Robilant contre le vacarme des trompettes des soldats italiens qui, à Rome, jouent trop près des murs du Vatican. Robilant, qui déjà fait preuve de prévention sur d'éventuelles actions politiques en faveur des États pontificaux, considère cette protestation comme « une importune ingérence dans les affaires internes qu'aucun État ne peut admettre, une grande nation [comme l'Italie] moins que les autres États ».

### La Bosnie contre leTrentin

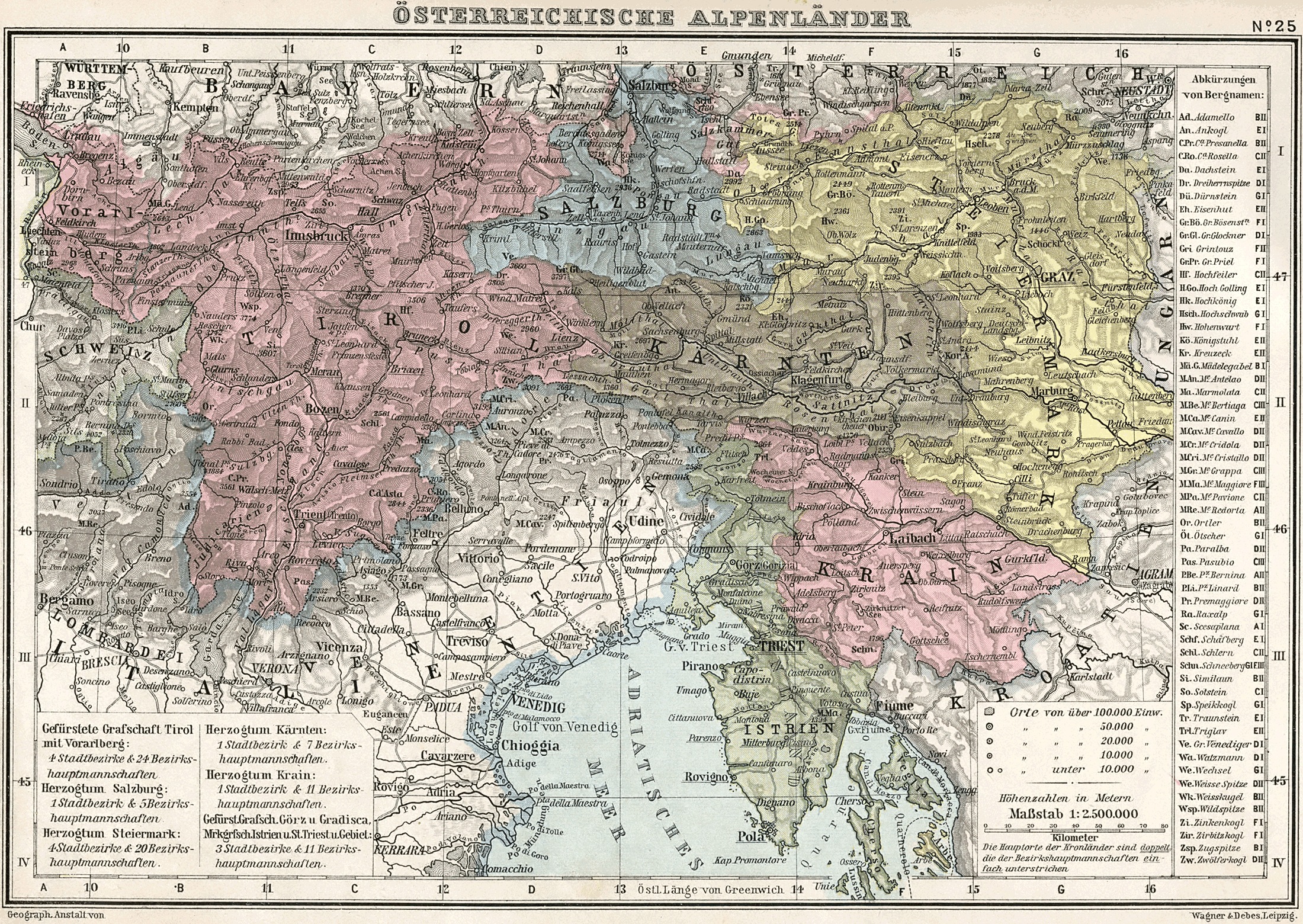
Le territoire alpin de l'Autriche-Hongrie, Robilant considère comme essentiel une longue et étroite amitié avec Vienne, l'unique solution pour l'acquisition par l'Italie du Trentin (Tyrol méridional).

Toutefois, Robilant voit plusieurs avantages dans l'amitié avec l'Autriche, y compris le moyen d'unir la Nation italienne, dont la majeure partie du territoire est encore sous la domination des Habsbourg. Dans un rapport du 4 juillet 1874 remis à Visconti Venosta, Robilant parle des chances de Vienne d'annexer les territoires ottomans dans les Balkans, il écrit :
« Les optimistes espèrent […] l'annexion de la Bosnie-Herzégovine à l'Autriche. Je confesse pour ma part, je désirerais pour de nombreuses raisons voir s'effectuer ceci : et principalement parce que se présenterait […] la seule occasion d'obtenir à notre tour, l'annexion à l'Italie de ces territoires dont la population est de notre famille ».
Il reprend le concept un an plus tard (« une occasion d'améliorer nos frontières dans le Val d'Adige et sur l'Isonzo »), cette fois avec l’espoir d'une alliance avec l’Allemagne, pour protéger le pays d'une attaque de la France, et pour obtenir un soutien qui procurerait à l'Italie la compensation du Trentin dans le cas d'une annexion prévisible des Balkans par l’Autriche.
Mais, bien vite, le climat entre l’Italie et l’Autriche s'envenime, surtout après l’arrivée à Rome du gouvernement de gauche d'Agostino Depretis en mars 1876. Robilant s'oppose souvent au ministre autrichien des Affaires étrangères Gyula Andrássy, qui refuse toute compensation à l'Italie. Avec le congrès de Berlin de 1878, l'Autriche obtient l'administration de la Bosnie, et l'Italie rien. Le ministre italien des Affaires étrangères Luigi Corti est contraint de démissionner et Robilant le défend, bien que conscient des difficultés. Peu après (janvier 1879), l'ambassadeur Robilant exhorte le gouvernement à sortir de son immobilisme et de son isolement.

### L'Autriche et l'irrédentisme
Défenseur de l’Autriche, en 1878, Robilant est convaincu que, l’empire des Habsbourg fini, l’Italie serait en contact avec le pangermanisme et le panslavisme, dont la contiguïté serait bien plus dangereuse que l’Autriche.
Beaucoup d'italiens ne sont pas enthousiastes de l’amitié avec l'Autriche et depuis 1880, Robilant a de nombreuses discussions avec le nouveau ministre autrichien des Affaires étrangères, Heinrich Karl von Haymerle, dont il apprend la croissante irritation du gouvernement de Vienne pour l'irrédentisme italien. Circonstance grave, si l'on considère que l’année précédente, avec la Double Alliance, l'Autriche pouvait compter sur l’Allemagne.

### Les négociations pour laTriple alliance
Avec la conquête de la Tunisie par la France, soutenue par le Vatican, l'équilibre des relations internationales de l'Italie bascule inévitablement vers l'Autriche et le ministre italien des Affaires étrangères, Pascal Mancini, confie à Robilant la tâche difficile d'approcher le ministre autrichien des Affaires étrangères, Gustave Kálnoky.
La première rencontre a lieu le 18 janvier 1882, elle est caractérisée par une grande prudence des deux parties. C'est un échec relatif dont Robilant rend compte par un rapport à Mancini, le 29 janvier. Dans ce memorandum, l'ambassadeur italien souligne la diversité de la politique intérieure italienne par rapport à celle de l'Autrice et de l'Allemagne, et affirme que si l'Italie veut obtenir un rapprochement avec les empires de l'Europe centrale, il faut « ralentir notre marche vers des idéaux ». Seulement ainsi, malgré toutes les difficultés d'une telle démarche, l'Italie peut éviter l'isolement. Mais Mancini n'est pas disposé à payer un prix aussi élevé.
Robilant obtient une seconde rencontre avec Kálnoky le 19 février 1882. Durant ce second entretien, le ministre autrichien se montre ouvert à une proposition personnelle de l'ambassadeur pour un « pacte subsidiaire à ajouter qui formerait le principe de base du traité ». Ce pacte subsidiaire aurait concerné des choix communs en particulier sur des questions européennes. La situation internationale, quant à elle, semble favoriser l'Italie parce que l'Autriche a des difficultés avec des insurrections dans ses possessions des Balkans, qui promeut toujours le panslavisme dont peut profiter la Russie.
Le 17 mars 1882, Mancini envoie à Robilant les instructions pour son troisième rendez-vous avec Kálnoky : pousser l'Autriche et l'Allemagne à s'engager à protéger l'Italie en cas d'agression de la France ; et la promesse de neutralité de l'Italie envers l'Autriche en cas d'une guerre entre elle et la Russie. Pour parler de ces propositions, Robilant rencontre Kálnoky, le 22 mars, et le trouve, avec stupéfaction, fondamentalement d'accord. L'ambassadeur convainc son interlocuteur du fait que dans le cas d'un affrontement entre l'Italie et la France, l'Allemagne et l'Autriche se trouveraient impliquées dans le conflit, donc autant valait accepter de leur part la proposition de soutien de l'Italie. Ainsi cette dernière les aurait soutenus en cas d'attaque de la France, ou de la France alliée à une autre puissance (la Russie). Dans tous les autres cas (dont le plus vraisemblable est l'attaque de la seule Russie contre l'Autriche), l'Italie promet sa neutralité bienveillante.

### La signature de la Triplice

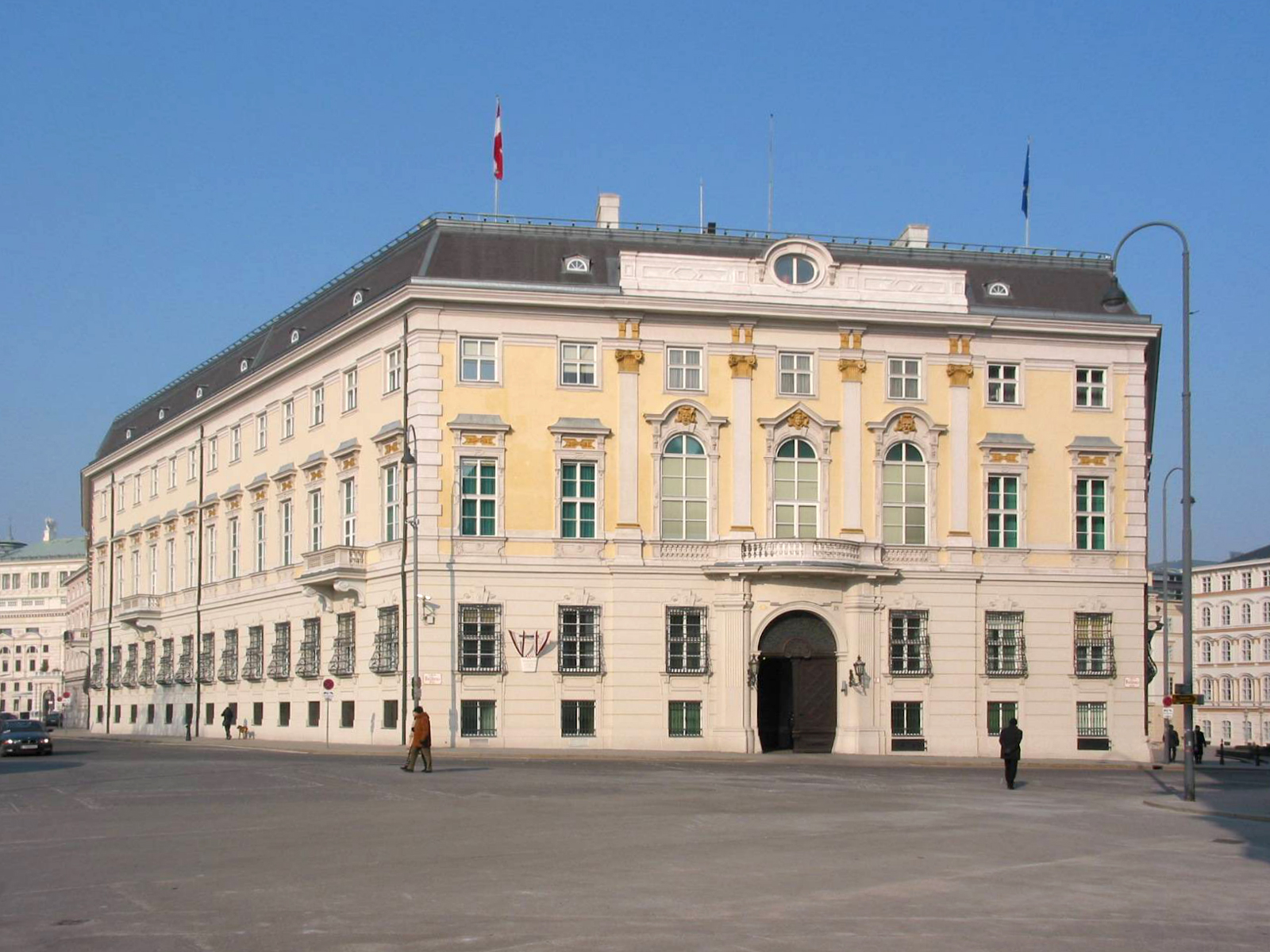
L'ex Ministère des Affaires étrangères austro-hongrois (Ballhaus) à Vienne, aujourd'hui. En ce lieu, le 20 mai 1882 à 14 heures, Robilant appose sa signature au bas du traité de la Triple Alliance.

Les négociations sont dans l’impasse en avril 1882, quand Kálnoky, après avoir présenté son propre projet de traité, refuse d'accepter les modifications demandées par Mancini.
Ces corrections auraient annulé la possibilité pour l’Autriche de s'assurer la neutralité bienveillante de l’Italie, même en cas d'une agression envers la Russie.
Les deux ministres des Affaires étrangères restent sur leur position. Robilant se remet au travail, et cogite une formule qui réconcilie les deux parties, l’article 4 est ainsi rédigé :
« Dans le cas où une grande puissance (La Russie) non signataire du traité menacerait la sécurité des États contractants (Autriche) et la partie menacée se verrait contrainte à la guerre, les deux autres parties (Italie et Allemagne) s'engagent à observer la neutralité bienveillante de leur allié. […] ».
L'obligation de neutralité italienne envers l’Autriche serait acquise même en cas d'attaque de l’Autriche contre la Russie, comme le veut Kálnoky, mais seulement si l’Autriche est menacée par la Russie. Une attaque improvisée et délibérée de l’Autriche contre la Russie, pourrait trouver une Italie défavorable à l'Autriche.
Kálnoky comme Mancini acceptent, et le 20 mai 1882, à quatorze heures, à Vienne, au ministère des Affaires étrangères autrichien (Ballhaus), Gustav Kálnoky, Carlo Felice Robilant et l’ambassadeur allemand, le prince Heinrich VII von Reuss, signent le traité historique.

## Ministre des Affaires étrangères (1885-1887)
Après la conclusion de la Triple Alliance, Robilant, tout en recommandant d'en rester à l'irrédentisme pour ne pas gâcher les relations délicates avec l’Autriche, ne dédaigne pas une politique plus ouverte vers la Grande-Bretagne.
Entretemps, en juin 1885, Agostino Depretis forme son septième gouvernement, dans lequel il est forcé de prendre l’intérim des Affaires étrangères, car Costantino Nigra comme Robilant refusent le poste. Ce dernier avance comme prétexte au roi Humbert le difficile contexte d'isolement de l’Italie (nonobstant la Triple Alliance), accompagné d'une situation de politique interne des plus précaires, qui empêche d'assurer la continuité et la crédibilité de l’action internationale.
Depretis, convaincu que l'Italie pourrait se rapprocher de la France, le 24 septembre 1885, rencontre Robilant à Milan pour le convaincre d'accepter les Affaires étrangères.
Le roi Humbert Ier, préoccupé par les menaces de démission de Depretis, intervient, le 27 septembre et Robilant accepte le poste à compter du 15 octobre 1885.

### Le renouvellement de la Triplice

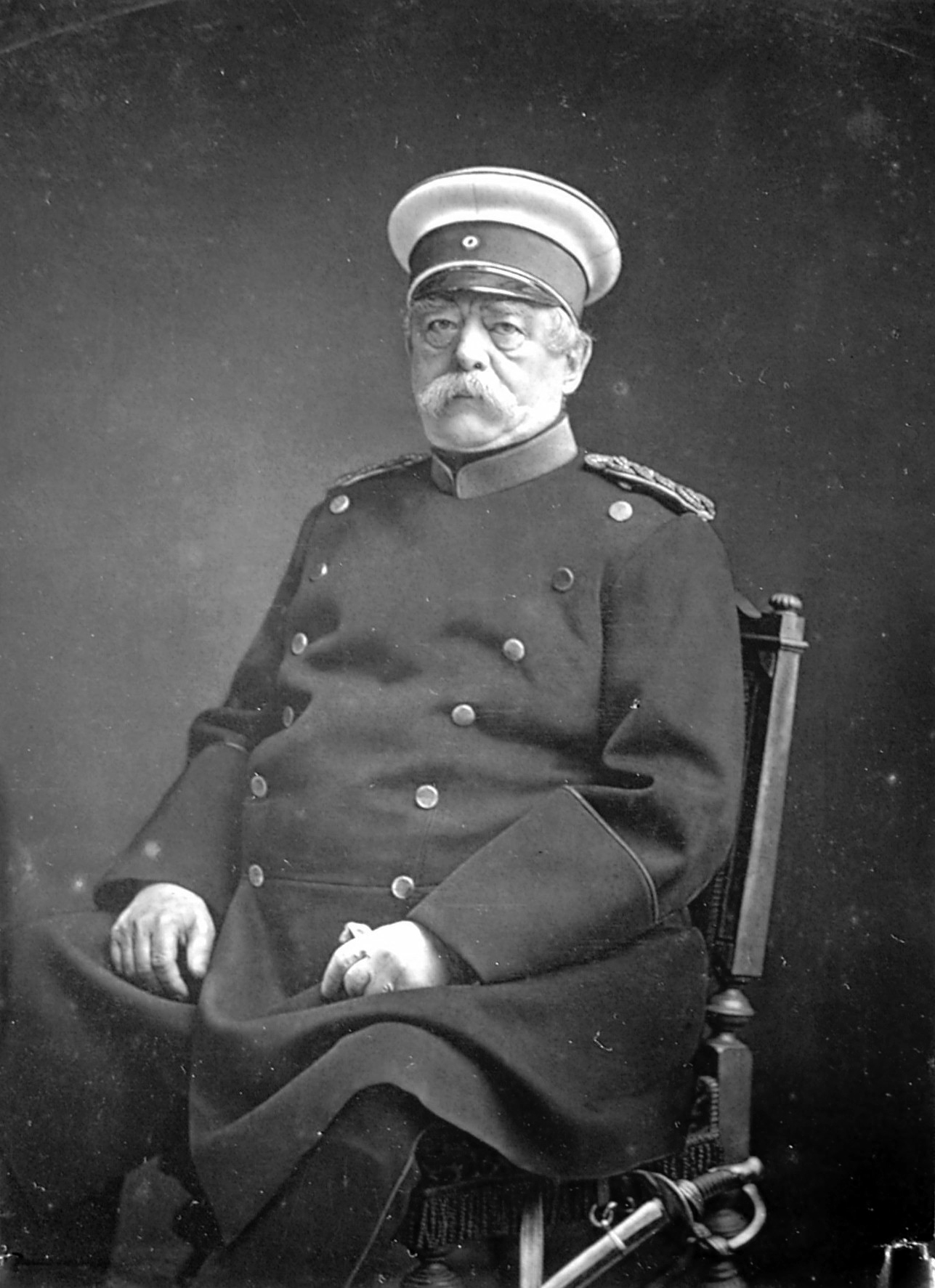
Le Chancelier allemand Bismarck force l'Autriche à accepter les propositions de Robilant dans sa réforme de la Triple Alliance en 1887.

Le premier traité de la Triple alliance expire en 1887 mais dès 1885, Robilant pense exploiter les graves tensions entre l'Autriche et la Russie découlant de la crise bulgare pour renouveler avantageusement le pacte.
Le 5 août 1886, il parle très clairement à l’ambassadeur allemand à Rome, Robert von Keudell, déclarant que si les Français devaient également occuper Tripoli (après la Tunisie), l'Italie devra abandonner l'Alliance et se rapprocher de la France pour que les intérêts italiens en Méditerranée ne se dégradent pas, car l’Allemagne et l’Autriche ne les protègent pas. En outre, l'Italie demande à avoir son mot à dire dans le cas de changements territoriaux en faveur de l'Autriche dans les Balkans.
De ce fait, Robilant entreprend une tactique d'attente, jouant une partie difficile avec le chancelier allemand Otto von Bismarck, qui, constatant une détérioration des relations entre l’Allemagne et la France, décide de briser les atermoiements et de faire, dès les premiers jours d'octobre, le premier pas vers l'Italie. Acceptant les propositions de Robilant sur les garanties en Méditerranée et dans les Balkans, Bismarck les transmet à Kálnoky, qui ne veut rien savoir et qui demande, même, le soutien armé de l’Italie en cas de conflit entre l'Autriche et la Russie. En décembre, Bismarck menace Kálnoky de conclure un pacte à deux avec l'Italie, s'il n'accepte pas les propositions de Robilant, qui consistent, à l'égard de Vienne, à obtenir pour l'Italie des compensations territoriales dans le cas de l'accroissement territorial de l’Autriche dans les Balkans.
Dans les premiers jours de février 1887, finalement, Bismarck contraint Kálnoky à céder, même face au refus de Robilant sur la proposition de Vienne d'une annexion autrichienne de la Bosnie sans compensation pour l’Italie. Le premier renouvellement, ou le second traité, de la Triple Alliance est signé à Berlin, le 20 février 1887.

### Les accords pour la Méditerranée
Après le renouvellement de la Triple Alliance, en 1887, Robilant obtient une série d'accords pour la Méditerranée avec la Grande-Bretagne, l’Autriche et l’Espagne, qui forment un véritable système défensif, susceptible de mettre l'Italie à l’abri de toute menace.
Avec le nouveau traité de la Triple Alliance, Robilant obtient pour l’Italie le soutien de l’Allemagne en cas d'éventuel affrontement avec la France pour la Méditerranée. Cependant, dans le même temps, il s'assure d'un accord préventif avec la Grande-Bretagne.
Conformément à la tradition anglaise, l'accord n'est pas valable si ce n'est pas le gouvernement au pouvoir qui l’a signé, aussi l'exécutif de Lord Salisbury (qui prendra fin en 1892) consulte l'Italie pour empêcher une troisième puissance (la France) d'avoir des bases sur la mer Noire, la mer Égée et la mer Adriatique et, ce qui intéresse le plus Robilant, l'Afrique du Nord. L'accord, connu comme « Première entente méditerranéenne », se conclut le 12 février 1887 et le 24 mars de la même année, il est cosigné par l’Autriche.
Le système défensif de Robilant se complète d'un accord italo-espagnol du 4 mai 1887, par lequel l'Espagne s'engage à ne pas conclure d'entente avec la France visant directement ou indirectement l'Italie, l’Autriche ou l'Allemagne afin de maintenir le statu quo en Méditerranée. Vienne et Berlin les rejoignent le 21 mai. L'auteur de ce système complexe ne peut savourer les fruits de son travail. En effet, alors que les signatures des documents diplomatiques se poursuivent, Robilant démissionne, accablé par la défaite italienne à Dogali qui lui coûte son poste aux Affaires étrangères, occupé de façon temporaire par Depretis à partir du 4 avril 1887.

### Dogali et la démission

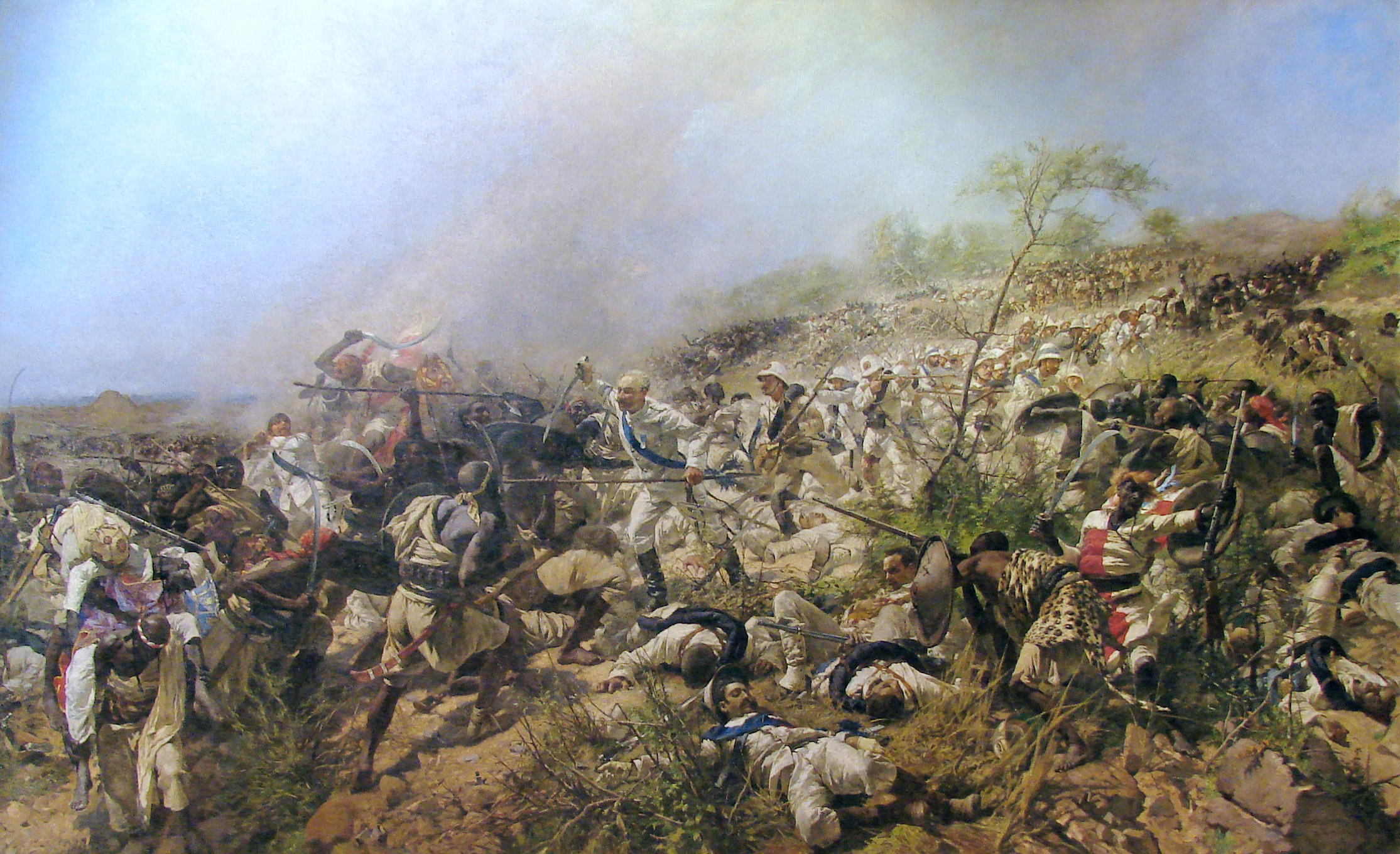
La bataille de Dogali. Après la défaite italienne, Robilant doit démissionner pour quelques mots prononcés à la Chambre avant l'événement. Peinture (1896) de Michele Cammarano.

Après la prise de Massaoua en 1885, que Robilant n'approuve pas, il prend la décision de faire avancer les troupes vers l’intérieur de l'Érythrée, parlant à la Chambre d'un raid punitif : « … et il ne convient certainement pas d'attacher autant d'importance à quatre voleurs que nous pouvons avoir entre les pieds, en Afrique. ».
Robilant et le gouvernement sous évaluent la force du Négus d'Éthiopie Yohannes IV, dont l’armée, le 26 janvier 1887, anéantit une colonne de 500 soldats italiens, à un endroit non identifié, nommé Dogali. Quand la nouvelle est annoncée, Robilant présente ses excuses, reconnaissant que « ces mots ne furent pas heureux », mais cela ne suffit pas, les rues se remplissent de foules et des manifestations sont signalées dans tout le pays. La colère des gens est dirigée principalement contre Depretis et son ministre des Affaires étrangères.
Lors d'un vote à Montecitorio, la majorité enregistre une baisse substantielle et annonce la décision de Robilant de démissionner.
À Vienne, Kánolky et l'empereur François-Joseph expriment leurs regrets au sujet du départ de Robilant du ministère des Affaires étrangères et pour les conséquences, qu'ils jugent graves. À Berlin, Bismarck fait savoir combien la démission du ministre est source de préoccupation pour le résultat des négociations en cours. Cédant aussi aux pressions du roi Humbert, Robilant reste officieusement à son poste, proposant de retirer sa démission dans le cas où il y aurait une majorité plus importante que celle existante. La tentative ne réussit pas et Depretis est contraint de constituer son huitième et avant-dernier gouvernement, occupant le poste de ministre des Affaires étrangères, le 4 avril 1887.

## Ambassadeur à Londres (1888)
Malgré les événements passés, Robilant trouve la force d'accepter le poste d'ambassadeur offert par Francesco Crispi, représentant de la gauche historique, qui, le 29 juillet 1887, prend le poste de Depretis à la suite des manifestations nationales.
En réalité, Crispi et Robilant ne s'apprécient pas mais le nouveau président du Conseil a choisi le comte pour le poste d'ambassadeur parce qu'il est sûr de voir cette nomination acceptée par Londres.
Un ambassadeur seulement de fait car Crispi a plus confiance dans les entreprises de l’homme d'affaires Tommaso Catalani, peu apprécié du gouvernement britannique mais capable de contourner le comte à cause du grave état de santé de celui-ci. Robilant meurt dans la capitale britannique à 62 ans, le 17 octobre 1888.

## Distinctions

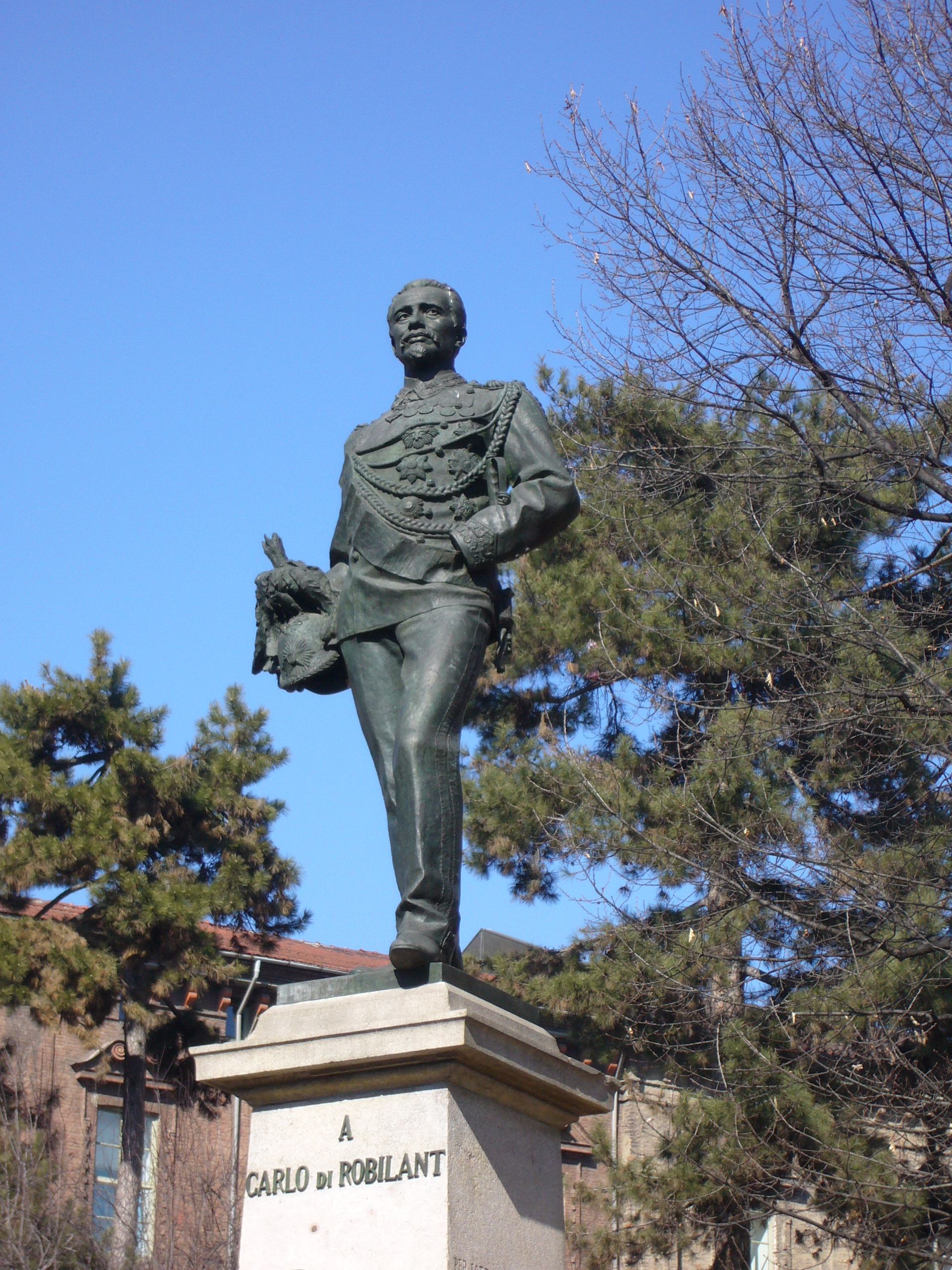
Le monument Robilant érigé sur la Piazza Cavour de Turin en 1900.

### Royaume de Sardaigne
Jusqu'au 17 mars 1861, :
- Officier de l'ordre des Saints-Maurice-et-Lazare - 1859
- Médaille d'argent de la valeur militaire
- Chevalier de 2ème classe de l'ordre de Saint-Stanislas (Russie) - 28 octobre 1858
- Chevalier de 3e classe de l'ordre de Sainte-Anne (Russie) - 18 avril 1857
- Chevalier de 3e classe de l'ordre de l'Aigle rouge (Prusse) - 12 novembre 1858
- Officier de l'ordre national de la Légion d'honneur (France) - 23 juillet 1859
- Chevalier de l'ordre d'Albert le Vaillant (Saxe) - 17 juillet 1857
- Médaille commémorative de la campagne d'Italie (1859) (France)

### Royaume d'Italie
À partir de 1861, les décorations suivantes ont été obtenus, :
- Chevalier grand-croix de l'ordre des Saints-Maurice-et-Lazare - 19 septembre 1873
- Chevalier grand-croix de l'ordre de la Couronne d'Italie - 9 novembre 1872
- Chevalier de l'ordre militaire de Savoie - 1er juillet 1861[25]
- Commandeur de l'ordre militaire de Savoie - 6 décembre 1866[25]
- Chevalier grand-croix de l'ordre royal de Saint-Étienne de Hongrie (Autriche)
- Chevalier grand-croix de l'ordre impérial de Léopold (Autriche)
- Chevalier grand-croix de l'ordre impérial de François-Joseph (Autriche)
- Chevalier de l'ordre de l'Aigle noir (Prusse)
- Chevalier de l'ordre de la Couronne royale (Prusse) - 30 octobre 1861
- Grand-croix de l'ordre militaire de Saint-Benoît d’Aviz (Portugal)
- Médaille commémorant les campagnes des guerres d'indépendance (Italie)

## Autres fonds
- (en) Robilant sur L'Encyclopédia Britannica (éditions 1911)

## Source
- (it) Cet article est partiellement ou en totalité issu de l’article de Wikipédia en italien intitulé « Carlo Felice Nicolis, conte di Robilant » (voir la liste des auteurs).